# نصف‌النهار ۱۷۰ درجه غربی
خطای عبارت: عملگر < دور از انتظار

نصف‌النهار ۱۷۰ درجه غربی ۱۷۰مین نصف‌النهار غربی از گرینویچ است که از لحاظ زمانی ۱۱ساعت و ۲۰دقیقه با گرینویچ اختلاف زمانی دارد.
این نصف‌النهار از قطب شمال شروع و از مناطق زیر گذشته و به قطب جنوب ختم می‌شود.
- اقیانوس آرام